# Cabezo Lucero
Cabezo Lucero est un site archéologique ibère de l'Âge du fer, daté des Ve et IVe siècles av. J.-C., de 500-475 jusqu'à 330-325 av. J.-C.. Il est situé sur la commune de Guardamar del Segura, à environ 2,5 km de celle de Rojales, dans la région dite de Cabezo Pallarés, au sein des monts de Estany, en Espagne, et se développe sur la rive droite du fleuve Segura, à 6 km de son embouchure. 

## Description
Le site archéologique est constitué de deux parties, un centre urbain fortifié sur un éperon barré, d'une superficie d'environ 15 000 m2, et une nécropole. Les vestiges architecturaux, rares, se présentent sous une forme extrêmement arasée. De ces ruines subsistent néanmoins les structures d'un bâtiment de ce qui pourrait être identifié comme étant une tour à plan carré/rectangulaire. Les vestiges de ce bâtiment ont été mis en évidence grâce à des fouilles entreprises au cours des années 1980.
Le village fortifié est situé sur la marge de ce qui a été, durant l'Âge du fer, une lagune ou une zone marécageuse,,. De l'autre côté se trouvaient les complexes urbains protohistoriques de El Oral (es), de La Escuera (es) et la nécropole de El Molar,. 

## Nécropole

### Vue d'ensemble
La nécropole, située à environ 160 mètres au sud du village de Cabezo Lucero, est située à une altitude plus élevée que le village, sur une petite colline. Elle se développe sur une superficie estimée à plus de 4 200 m2 (120 × 35 m). À la surface de la nécropole subsistent les vestiges de structures tumulaires, tandis que d'autre sépultures sont construites en pierre.

## Mobilier
L'une des découvertes les plus importantes effectuées sur le site est une sculpture, en buste, dénommée la Dame de Cabezo Lucero (es). Cette sculpture, recueillie sous forme fragmentée, a été identifiée, après reconstitution, comme présentant de nombreuses similitudes avec la Dame d'Elche,,.